# Montagna Purpurea
La Montagna Purpurea, o Montagne Purpuree, (cinese: 紫金山天文台; pinyin: Zĭjīnshān Tiānwéntái); conosciuto anche come Monte Jiang (蔣山, Zǐjīn shān), Montagna della Campana (鍾山, Zhōng shān) e Shenlieshan (神烈山, shén liè shān), sorge a est di Nanchino, nella provincia di Jiangsu, in Cina.
Misura un'altezza di 448,2 metri e copre una superficie di circa 20 chilometri quadrati. Le sue vette appaiono spesso avvolte da nuvole viola e dorate all'alba e al tramonto, da cui il nome.
La montagna, l'acqua, la città, gli edifici e le foreste sono integrati nella cosiddetta "Zhongshan Scenic Area". È un patrimonio paesaggistico con una concentrazione di siti storici dei dintorni di Nanchino. Ha più di 50 punti panoramici ed è noto come il "Longpan di Zhongshan". È un famoso punto panoramico in Cina, uno dei più reputati.

## Clima e flora
La piovosità media annua è compresa tra 1000 mm e 1050 mm e le ore di sole medio annuo è di circa 2 213 ore. La Montagna Purpurea vanta 621 specie di piante vascolari, da 383 generi, 118 famiglie (comprese 78 specie coltivate).

## Storia
La Montagna Purpurea è legata a molti eventi storici della Cina antica e moderna. Originariamente era conosciuto come Montagna della campana (Zhōngshān), ma all'epoca dei Tre Regni l'imperatore Da di Wu lo chiamò Monte Jiang (Jiǎngshān) a ricordo di Jiang Ziwen, un ufficiale ucciso in combattimento il cui spirito si diceva infestasse il sito. Il nome attuale Zijin (紫金) significa rame: quando il rame è puro, appare di colore viola, quindi in cinese è anche chiamato oro-viola.

## Siti d'interesse
Più di 200 siti storici e turistici panoramici si trovano nel comprensorio della montagna, inclusi tre siti storici nazionali, nove siti storici provinciali e 33 siti storici prefettizi. Il mausoleo di Sun Yat-sen si trova ai piedi della montagna. Un osservatorio astronomico, l'Osservatorio della Montagna Purpurea, è stato costruito all'altezza di 267 m.

Montagna Purpurea
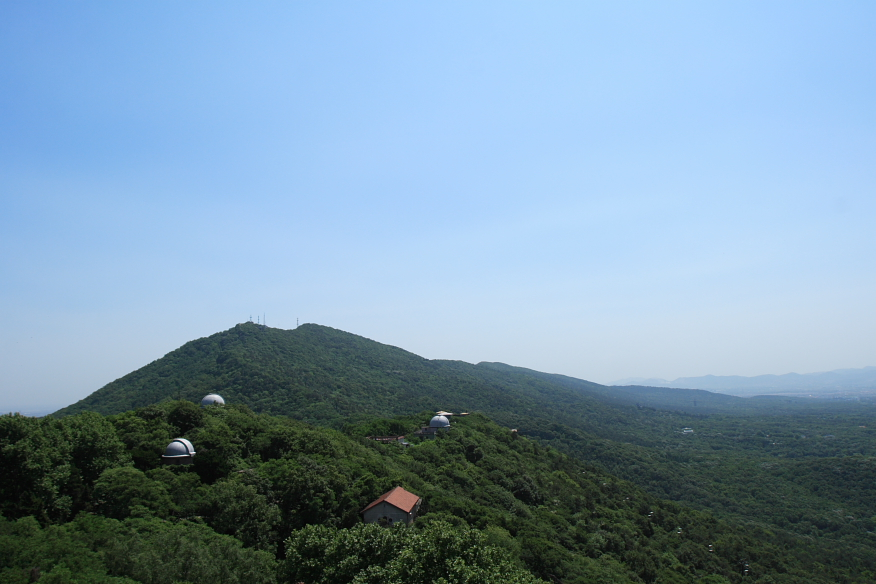
Montagna Purpurea
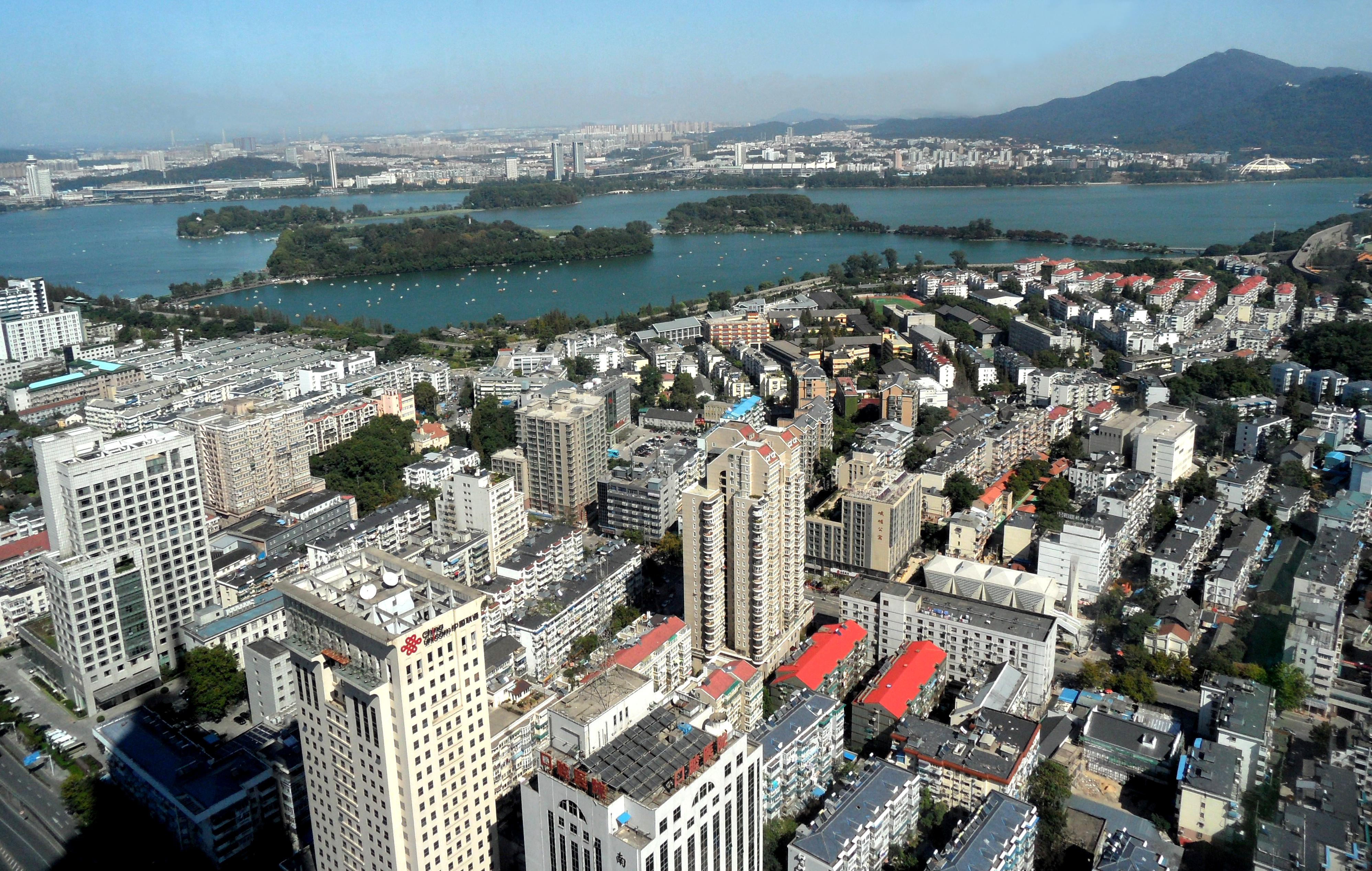
La Montagna vista da Nanchino
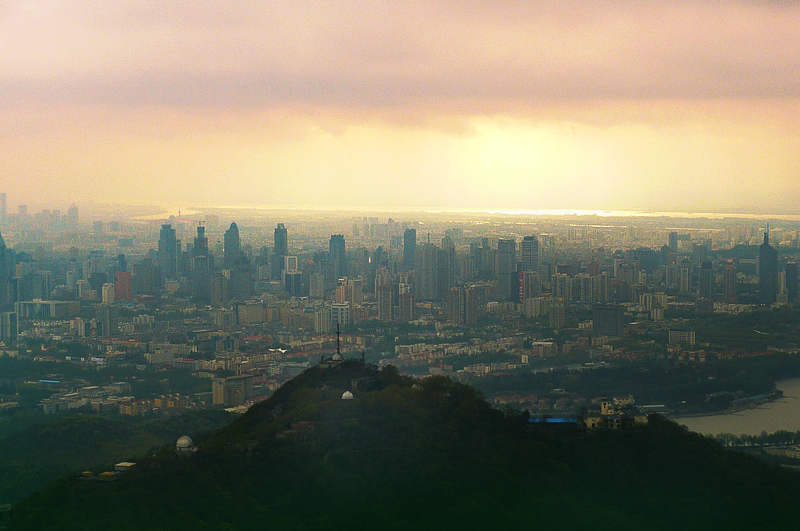
Nanchino vista dalla Montagna Purpurea
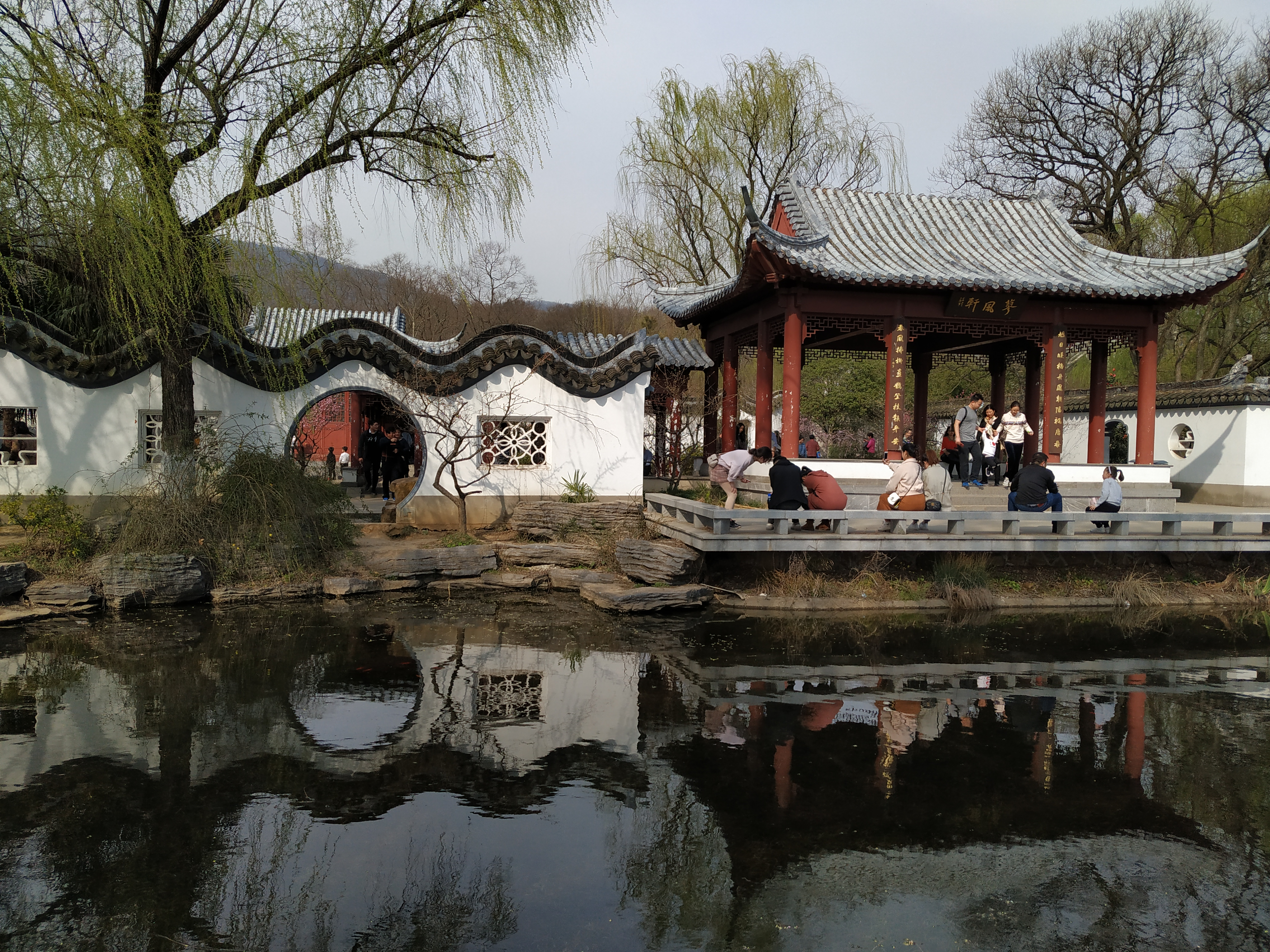
Il giardino della Collina di Fiori di Prugno
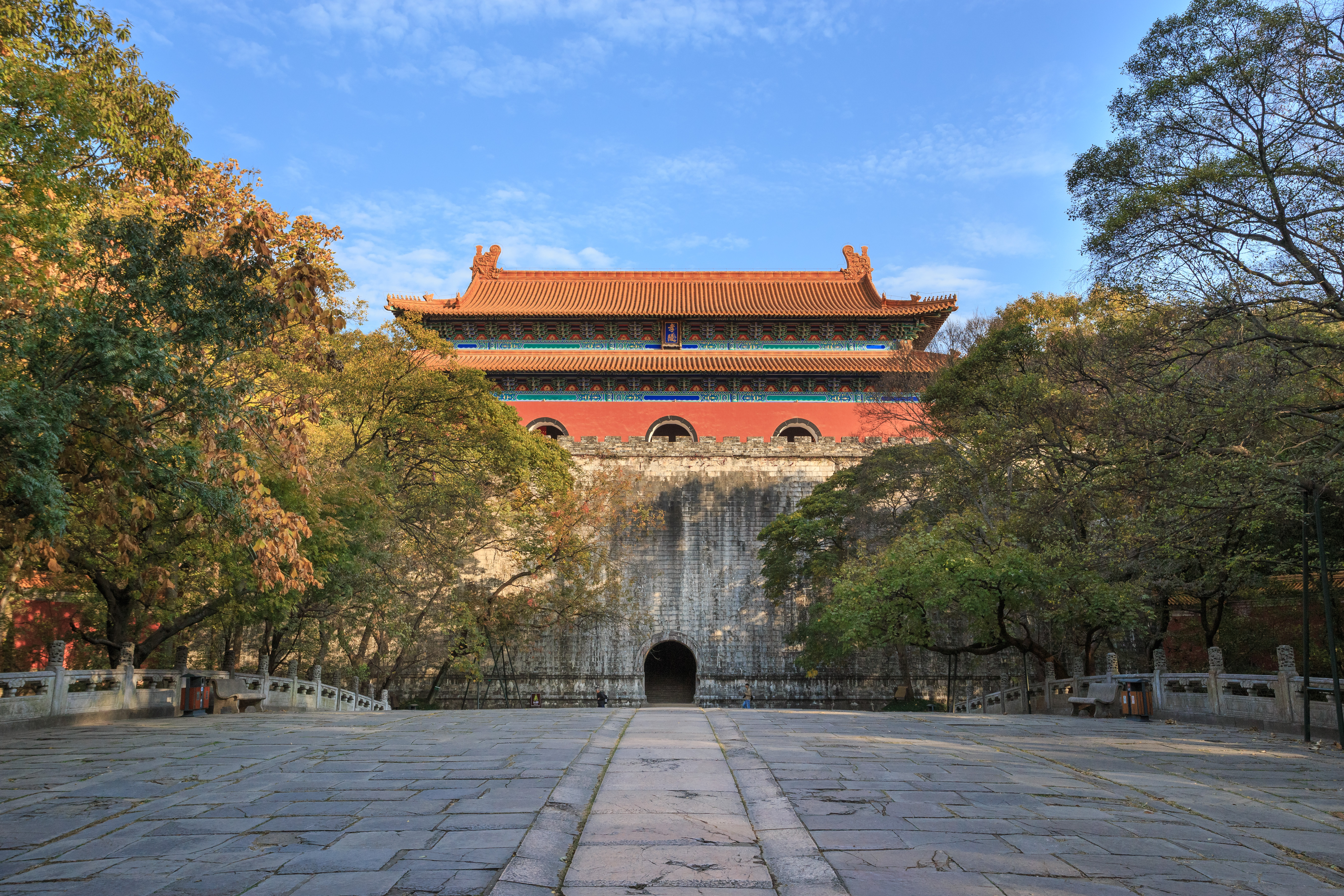
Il Mausoleo Ming Xiao
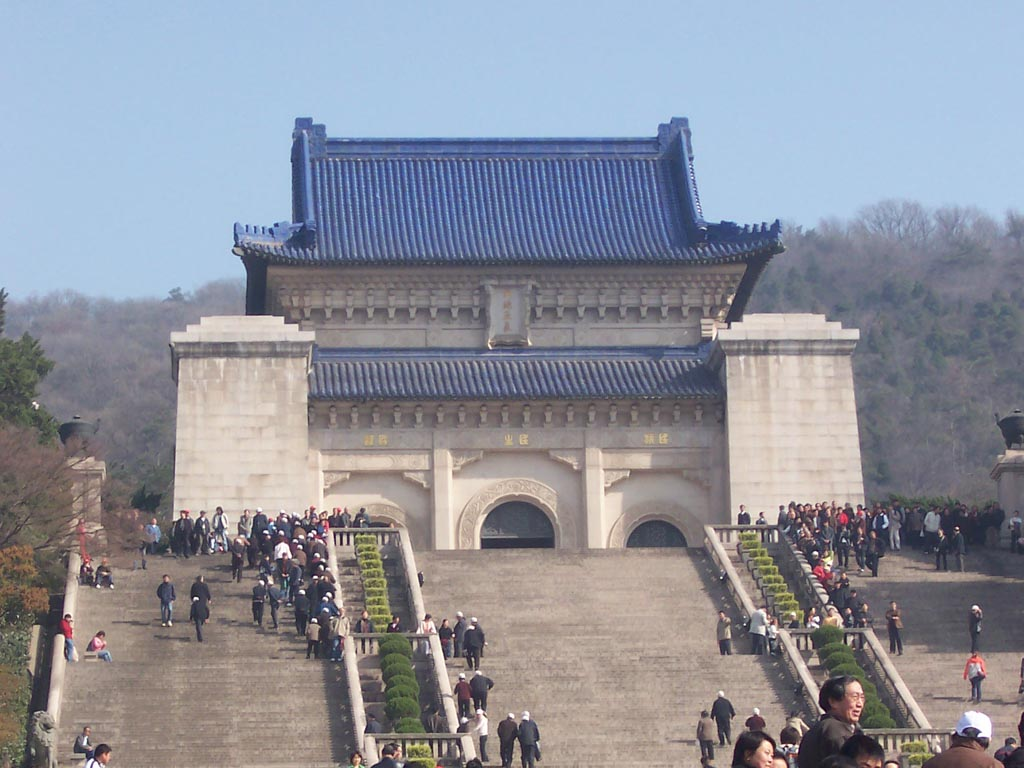
Il Mausoleo di Sun Yat-sen